# Karl Sack
Karl Sack (født 9. juni 1896 i Bosenheim (nu Bad Kreuznach), henrettet 9. april 1945 i KZ Flossenbürg, var en tysk jurist og medlem af modstandsbevægelsen under 2. verdenskrig.

## Liv og virke

### Baggrund
Karl Sack var det andet barn af en protestantisk præstefamilie. Han studerede jura ved universitetet i Heidelberg hvor han blev medlem af studenterorganisationen, Burschenschaft og efter en tid i juridisk praksis blev han dommer i Hessen. Han giftede sig med Wilhelmine Weber og fik to sønner.

### Karriere
I 1934 begyndte Sack i den nyetablerede Reichskriegsgericht (Rigskrigsretten) hvor han hurtigt blev forfremmet til en ledende stilling. Han var i stand til at udsætte sagen mod den kommanderende officer i Hæren, Werner von Fritsch som fejlagtigt var blevet anklaget for homoseksualitet af Gestapo i et forsøg på at miskreditere ham for hans modstand mod Hitlers forsøg på at få kontrol over de tyske væbnede styrker. I efteråret 1942 blev Karl Sack Generaladvokat og dommer i Hæren.
Under 2. verdenskrig opretholdt Sack kontakter med modstandskredse i militæret. Han deltog i forsøget på at dræbe Hitler den 20. juli (20. juli-attentatet), og efter det mislykkede forsøg blev han arresteret den 9. august 1944.
I de sidste dage af krigen blev han dømt af en SS-krigsret. Han blev dømt til døden og hængt to dage senere. Sack var påtænkt til rollen som justitsminister i en planlagt efterkrigs civil regering.
I 1984 blev Sacks rolle som medlem af modstanden mindet med en bronzeplade, placeret i den tidligere Reichskriegsgericht i Berlin-Charlottenburg.
I Bosenheim, en forstad til Bad Kreuznach er en gade blevet navngivet til hans minde.